# Imotski
Imotski (veraltet deutsch Eimot und italienisch Imoschi) ist eine Kleinstadt in Kroatien mit 9.140 Einwohnern (Stand: 31. Dezember 2021). Sie liegt im Süden der Region Dalmatien.

## Geographie
Imotski befindet sich im Zagora direkt hinter dem Bergmassiv Biokovo und gehört zur Gespanschaft Split-Dalmatien (kroatisch Splitsko-dalmatinska županija). Die Entfernung zur Adria beträgt 30, die nach Split 80 Kilometer. Die Grenze zu Bosnien und Herzegowina ist sieben Kilometer entfernt. Die Stadt liegt an der Flanke eines Berges am Rande des fruchtbaren Karstbeckens Imotsko Polje.

## Geschichte
Archäologische Funde belegen, dass das Gebiet um Imotski bereits in der Jungsteinzeit bewohnt war. Ab dem 10. Jahrhundert v. Chr. siedelte hier der illyrische Stamm der Dalmater (Delmaten). In römischer Zeit passierte die Handelsstraße zwischen Salona und Narona das damalige Emania, das eher eine Raststation für Reisende als eine Ortschaft war.
Es gibt Hinweise darauf, dass die Festung Imotski als Keimzelle der heutigen Stadt schon in der Regierungszeit Trpimirs I. zwischen 845 und 864 entstanden ist. Erstmals erwähnt wird sie in der Schrift De Administrando Imperio des byzantinischen Kaisers Konstantin VII. aus der Mitte des 10. Jahrhunderts als Emotha. Ob zu dieser Zeit eine Stadt außerhalb der Festungsmauern bestand, ist nicht bekannt.
In der Folgezeit wechselte Imotski häufig den Besitzer, wurde von Ungarn, Bosniern, Serben und den Byzantinern beherrscht. Als Imotski 1493 unter osmanische Herrschaft kam, wurde die Festung, die jetzt Topana (türkisch top hana ‚Waffenmagazin‘) genannt wurde, aufgrund ihrer Grenzlage ausgebaut. Im 17. Jahrhundert wohnten in der Festung und den umliegenden Dörfern etwa 1000 Menschen. Im venezianisch-österreichischen Türkenkrieg fiel Imotski am 2. August 1717 nach kurzer Belagerung an Venedig, was 1718 im Frieden von Passarowitz bestätigt wurde. Von nun an teilte Imotski das Schicksal des restlichen Dalmatien.

## Sehenswürdigkeiten
Die Festung Topana verfiel, nachdem sie von den Österreichern, die sie von den Venezianern übernommen hatten, aufgegeben worden war. Sie wurde von den Bewohnern der wachsenden Stadt als Steinbruch benutzt. Die Reste sind heute konserviert. Am Eingang steht die 1718 nach dem Abzug der Türken erbaute Kirche der Heiligen Madonna von den Engeln. Aufgrund ihrer exponierten Lage bietet die Festung einen großartigen Blick über die Stadt und das Imotsko Polje. Topana liegt am oberen Rand einer fast 300 Meter tiefen Einsturzdoline, die vom Blauen See gefüllt ist. Ein bequemer Weg führt hinunter in den Karstkessel bis zu einer Aussichtsplattform direkt am See.
Etwa einen Kilometer westlich vom Blauen See befindet sich eine der größten wassergefüllten Einsturzdolinen der Welt. Sie ist über 500 Meter tief und etwa bis zur Hälfte mit dem sagenumwobenen Roten See gefüllt, dessen Name von der rötlichen Farbe der fast senkrecht abfallenden Felswände abgeleitet ist.
Sehenswert aufgrund seiner Lage ist das Fußballstadion, das von 1987 bis 1989 in einer Doline unterhalb der Festung gebaut wurde.
Das Franziskanerkloster von 1738 beherbergt kunst- und kulturhistorische Sammlungen, darunter Funde aus illyrischer und römischer Zeit. Die benachbarte neoromanische Pfarrkirche St. Franz wurde zwischen 1861 und 1881 erbaut. Vor der Kirche steht das Denkmal des Kirchenerbauers Fra Stjepan Vrljić.
Von der unterhalb der Festung gelegenen Altstadt Bazana führt eine von den Venezianern angelegte Treppe in die neueren Stadtteile. An ihrem Ende steht das von Kruno Bošnjak geschaffene Denkmal für den kroatischen Dichter Tin Ujević.
In der Nähe der Stadt findet man Stećci, die früher den Bogomilen zugeschriebenen Grabsteine.

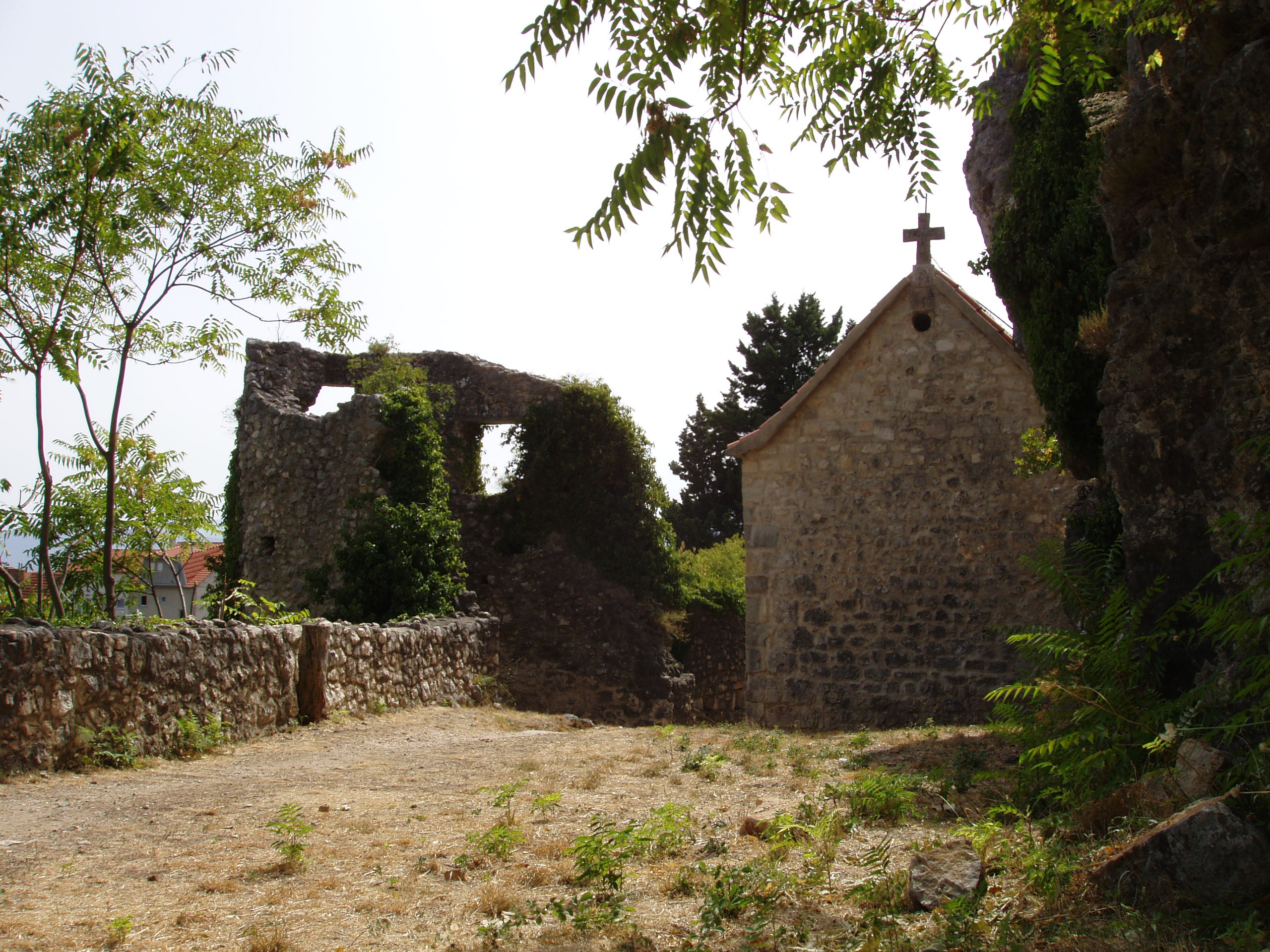
Kirche Madonna von den Engeln
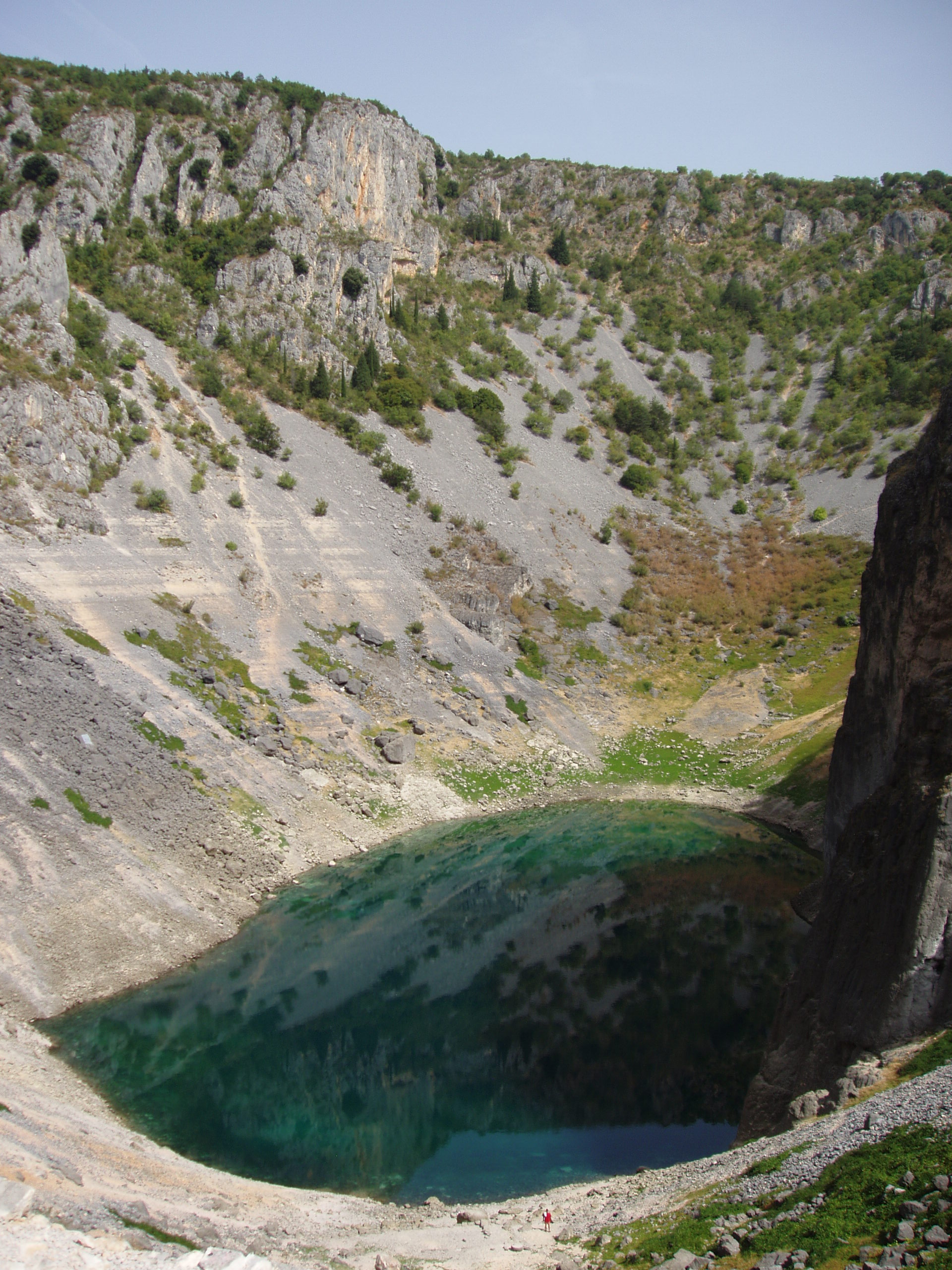
Blauer See
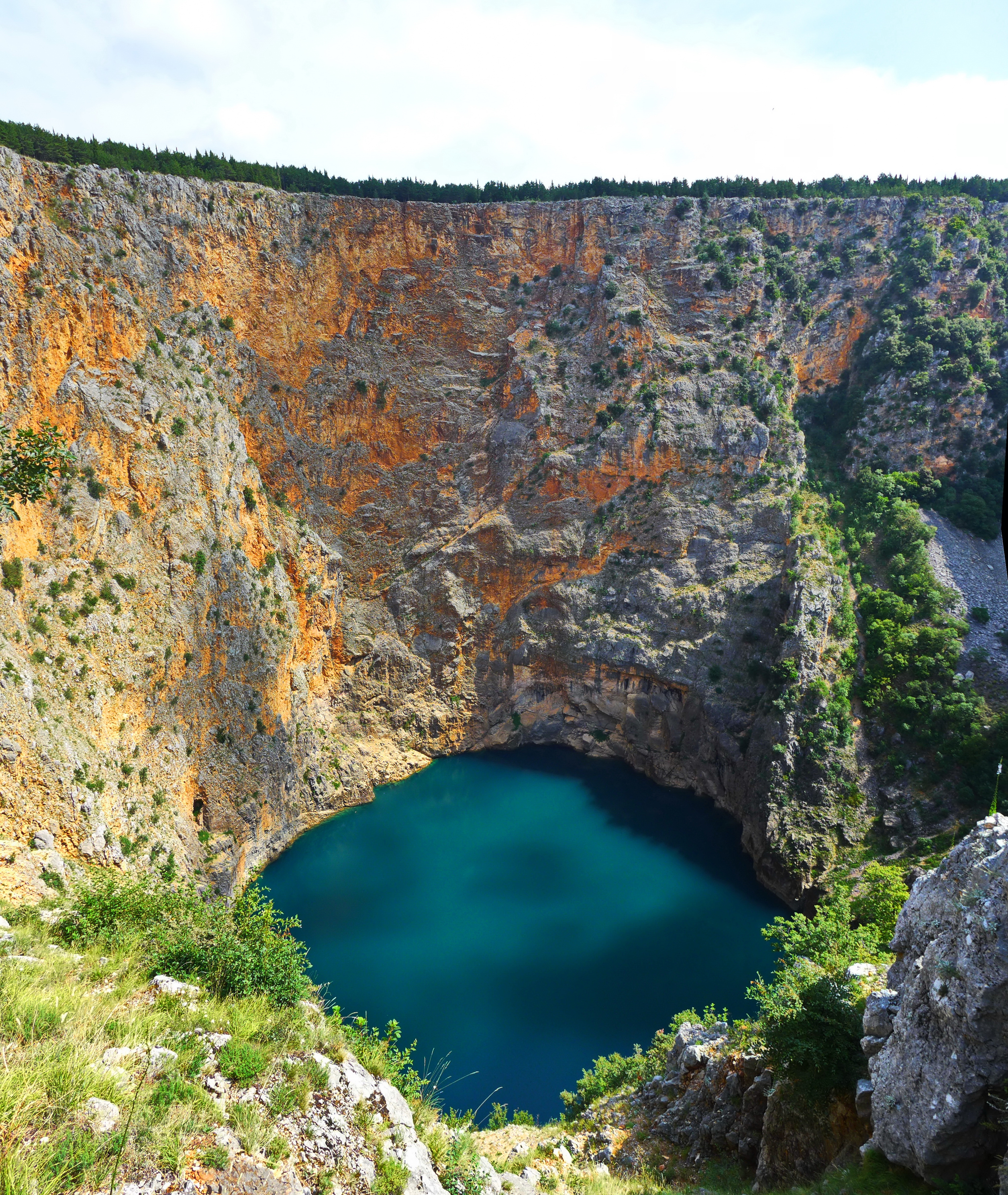
Roter See
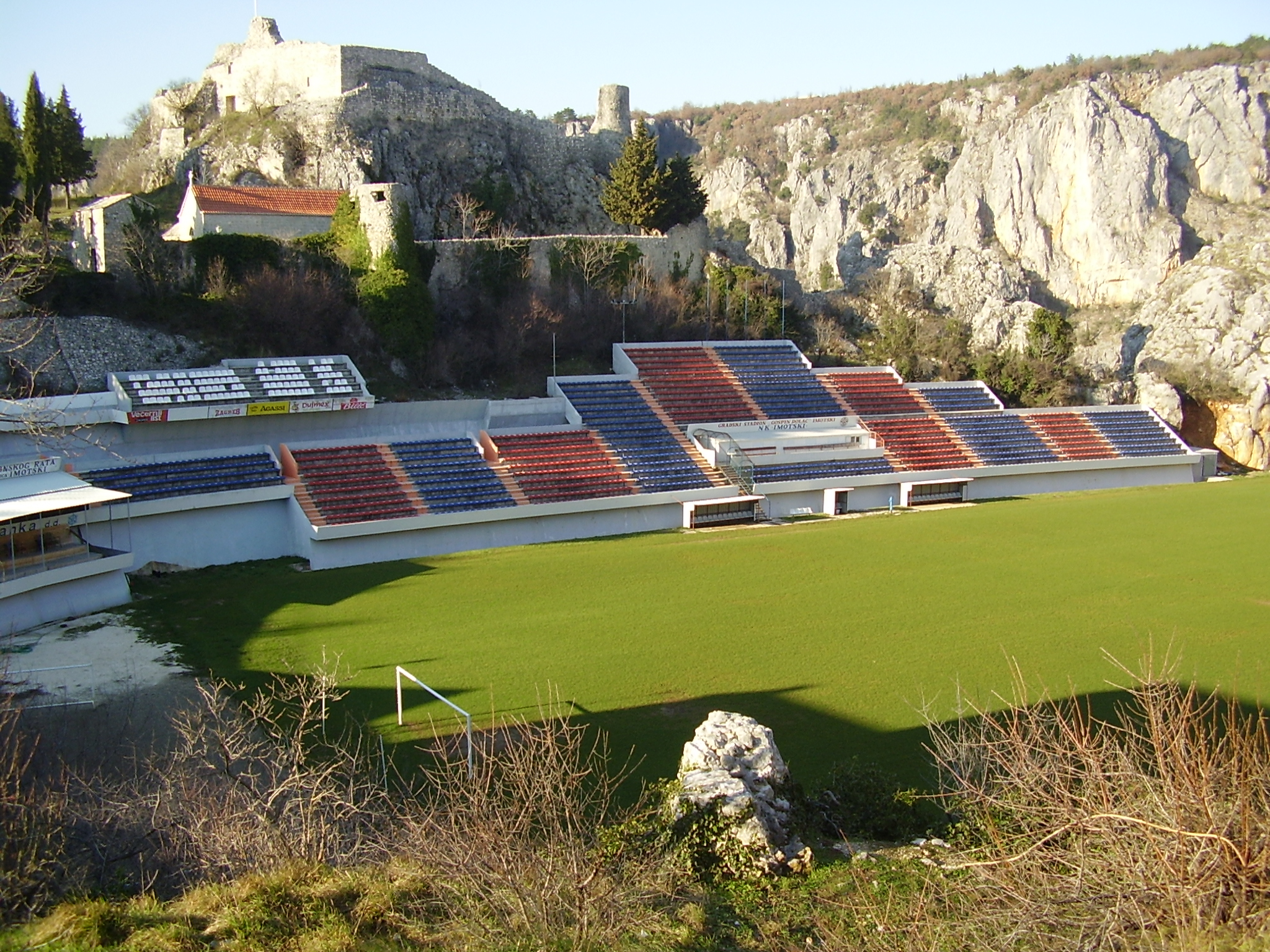
Stadion und Festung Topana
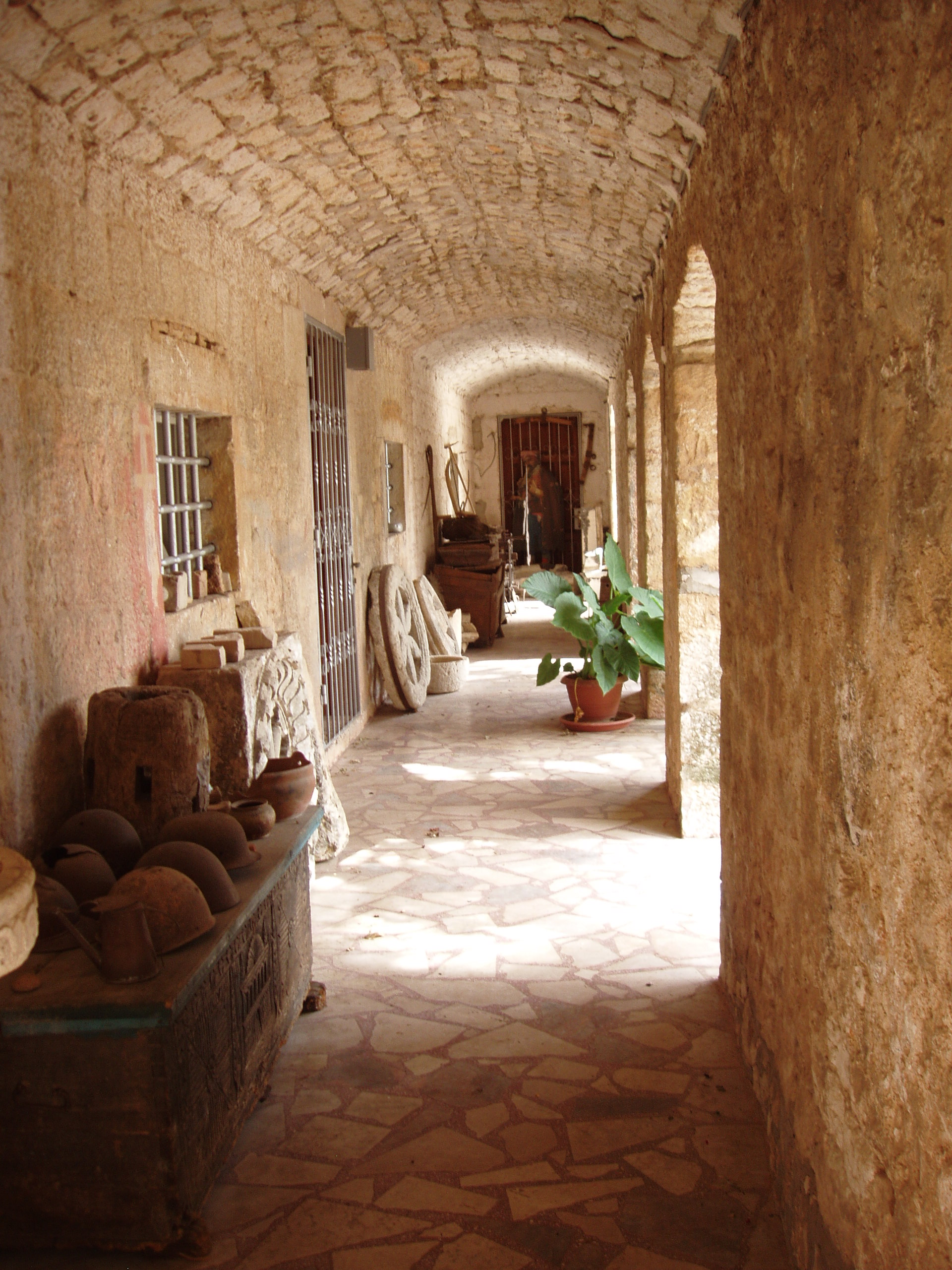
Außenbereich der Klostersammlungen
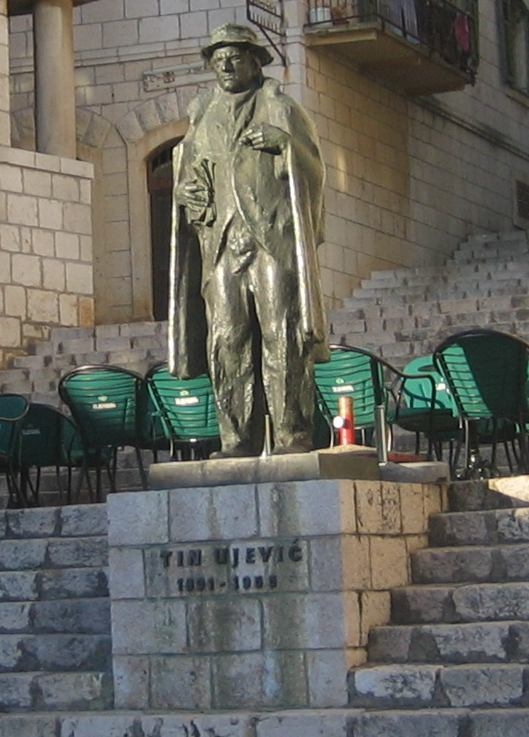
Tin-Ujević-Denkmal
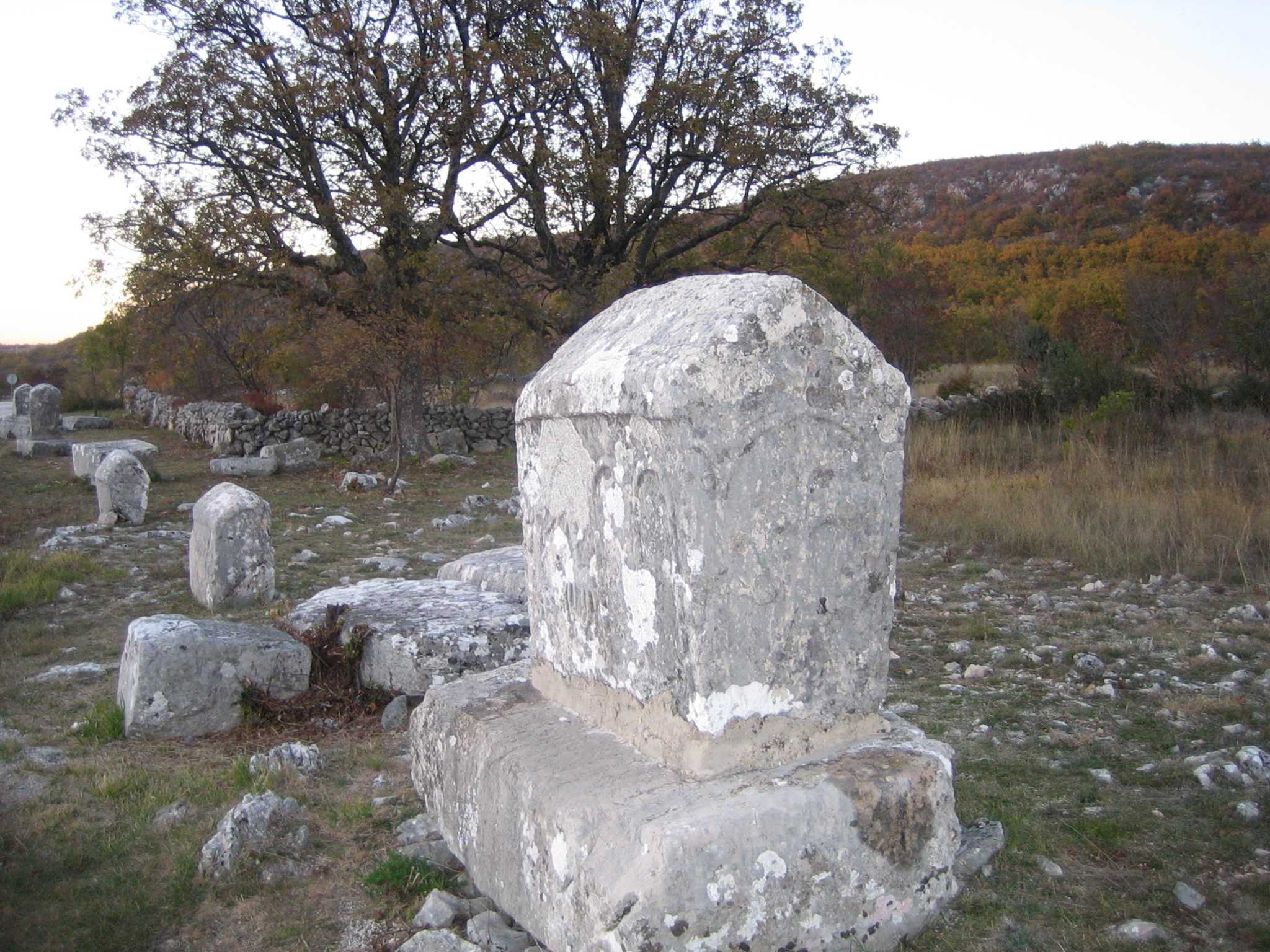
Stećci

## Persönlichkeiten

### In der Stadt geboren
- Paškal Vujičić (1826–1888), römisch-katholischer Apostolischer Vikar von Bosnien
- Tin Ujević (1891–1955), Dichter
- Vlado Gotovac (1930–2000), Dissident, Dichter, Philosoph, Politiker
- Antun Vrdoljak (* 1931), Regisseur und Politiker
- Bruno Bušić (1939–1978), Politiker
- Ilija Zovko (1941–2009), Schauspieler
- Mate Parlov (1948–2008), ehemaliger Weltmeister im Halbschwergewicht (WBC)
- Zdravka Bušić (* 1950), Politikerin
- Neda Ukraden (* 1950), Schlagersängerin
- Markica Rebić (* 1951), ehemaliger Leiter des Spionageabwehrdienstes SIS (kroatisch Sigurnosno izvještajna služba)
- Miomir Žužul (* 1955), ehemaliger kroatischer Außenminister
- Ivan Gudelj (* 1960), Fußballspieler
- Zvonimir Boban (* 1968), Fußballspieler
- Ivan Repušić (* 1978), Dirigent und Generalmusikdirektor der Oper Leipzig
- Silvija Talaja (* 1978), Tennisspielerin
- Ivan Radeljić (* 1980), bosnisch-herzegowinischer Fußballspieler
- Ivan Ljubičić (* 1992), Fußballspieler
- Ivan Bašić (* 2002), bosnisch-herzegowinischer Fußballspieler

### Mit der Stadt verbunden
- Joe Sakic (* 1969), der kanadische Eishockeyspieler hat hier Vorfahren
- Michaela Kaniber (* 1977), die bayerische Landwirtschaftsministerin hat hier Vorfahren

## Sport
- Fußballverein NK Imotski
- Basketballclub Imotska krajina